# Pirata meridionalis
Pirata meridionalis là một loài nhện trong họ Lycosidae.
Loài này thuộc chi Pirata. Pirata meridionalis được Hozumi Tanaka miêu tả năm 1974.